# Севърн (река, Канада)
Севърн (на английски: Severn River) е река в централната част на Канада, северозападната част на провинции Онтарио и източната част на провинция Манитоба, вливаща се от югозапад в Хъдсъновия залив. Дължината ѝ от 982 км ѝ отрежда 18-о място в Канада.

## Географска характеристика

### Извор, течение, устие
Река Севърн изтича от западната част на езерото Дир Лейк (307 м н.в., провинция Онтарио) по името Кобем и се насочва на запад. Навлиза в провинция Манитоба, прави обратен завой на изток и отново се завръща на територията на провинция Онтарио. Преминава през езерото Санди, завива на североизток, като тече успоредно на границата с провинция Манитоба, протича през езерото Севърн и се влива в Хъдсъновия залив при град Форт Севърн чрез делта.
В горното си течение има множество прагове, а в долното тече бавно и мудно.

### Водосборен басейн, притоци
Площта на водосборния басейн на реката е 102 800 km2.
В река Севърн се вливат няколко по-значителни притока:
Бивър (ляв)
Фон (десен)
Сачиго (ляв)
Уиндиго (десен)

### Хидроложки показатели
Многогодишният среден дебит в устието на Севърн е 645 m3/s. Максималният отток на реката е през юни и юли, а минималния през февруари-март. Снежно-дъждовно подхранване. От ноември до май реката замръзва.

## Селища
По течението на реката са разположени четири малки, предимно индиански селища:
- Дир Лейк – на северния бряг на езерото Дир Лейк;
- Санди Лейк – на северния бряг на езерото Санди;
- Биърскин Лейк – на югозападния бряг на езерото Севърн;
- Форт Севърн – на левия бряг на реката, преди началото на делтата ѝ.

## Откриване и изследване на реката
Устието на реката е открито през септември 1631 г. от английския полярен мореплавател Томас Джеймс, който кръщава новооткритата река Ню Севърн, по името на река Севърн в Англия.
През 1685 г. английската Компания „Хъдсън Бей“, търгуваща с ценни животински кожи, построява в устието на реката селището (фактория) Форт Севърн, което четири години по-късно е опожарено от французите, но впоследствие е възстановено и е едно от най-старите населени места в провинция Онтарио.